# Оверн (херцогство)
Херцогство Оверн (на френски: Duché d'Auvergne) e създадено през 1360 г. от кралската земя Terre d'Auvergne на Графство Оверн от френския крал Жан II за неговия син Жан I, херцог на Бери. Паралелно Графството Оверн още съществувало.
Между 1416 – 1426 г. херцогството е отново към кралската земя. През 1426 г. то е създадено отново за Жан I, херцог на Бурбон, съпруг на Мария. С прекъсването на основната линия на херцозите на Бурбон през 1527 г. изчезва също и титлата херцог на Оверн.
Към края на времето на Меровингите графовете на Оверн се наричали и херцози.

## Херцози на Оверн

### Първо даване на титлата
- Жан I Валоа (1360 – 1416)
- Мария (1375 – 1434), наричана Maria von Berry и Duchesse d'Auvergne, най-малката дъщеря на Жан

### Второ даване на титлата
- Жан I дьо Бурбон, 1410 – 4. херцог на Бурбон, 1426, 1. херцог на Оверн (1426 – 1434), като съпруг на Мария
- Шарл I (1434 – 1456)
- Жан II (1456 – 1488)
- Шарл II (1488)
- Пиер II дьо Бурбон (1488 – 1503)
- Сюзана дьо Бурбон (1503 – 1521), дъщеря на предишния
- Шарл III (1505 – 1527)
- Луиза Савойска, братовчедка на Сузана, дъщеря на малката сестра на херцог Пиер (1467 – 1531)
- Шарл IV Филип (1757 – 1824)

- Мари дьо Бери със съпруга си Жан I дьо Бурбон
- Портрет на Шарл I дьо Бурбон
- Портрет на Пиер II със Св. Петър
- Шарл III Бурбон